# Cousancelles
Cousancelles ist ein Ortsteil und eine ehemalige französische Gemeinde im Département Meuse in der Region Grand Est. Cousancelles ist über die Route départementale 4 zu erreichen.

## Geschichte
Am 25. Februar 1965 fusionierten die bis dahin eigenständigen Gemeinden Cousancelles und Cousances-aux-Forges zur neuen Gemeinde Cousances-les-Forges.

## Bevölkerungsentwicklung
| Jahr                      | 1926 | 1936 | 1946 | 1954 | 1962 |
| Einwohner                 | 416  | 324  | 296  | 300  | 324  |
| Quelle: Cassini und INSEE |      |      |      |      |      |

## Sehenswürdigkeiten
- Kirche St-Memmie in Cousances